# The Devil Bat

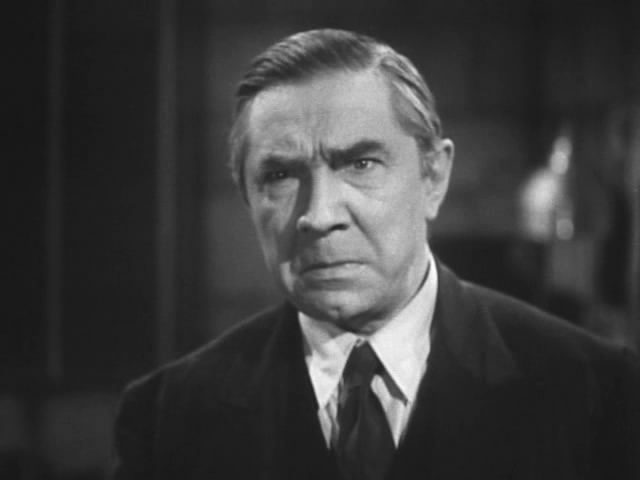
Bela Lugosi em The Devil Bat.

The Devil Bat (bra O Morcego Diabólico) é um filme de terror e ficção científica estadunidense de 1940, dirigido por Jean Yarborough e estrelado por Bela Lugosi, Suzanne Kaaren, Guy Usher, Yolande Mallott e a dupla Dave O'Brien e Donald Kerr como protagonistas. Foi o primeiro filme de terror produzido pela Producers Releasing Corporation.
Embora descrito como uma sequência, o filme de 1946 da PRC Devil Bat's Daughter não tem atores, personagens ou elementos próximos da trama do filme de 1940. The Devil Bat caiu em domínio público e está disponível para download gratuito no Internet Archive.

## Sinopse
Dr. Paul Carruthers (Bela Lugosi) é um cientista bem intencionado, enlouquecido por seus patrões gananciosos. Ele busca sua vingança, da única maneira que sabe: a criação de uma raça de morcegos diabólicos para fazer o seu lance sinistro. A única esperança da cidade é um intrépido repórter que deve investigar as mortes e determinar que, se for o caso, a ligação que eles têm com uma misteriosa e nova loção pós-barba que está sendo utilizada em torno da cidade.

## Elenco
- Bela Lugosi ... Dr. Paul Carruthers
- Suzanne Kaaren ... Mary Heath
- Dave O'Brien ... Johnny Layton
- Guy Usher ... Henry Morton
- Yolande Mallott ... Maxine
- Donald Kerr ... "One-Shot" McGuire
- Edward Mortimer ... Martin Heath
- Gene O'Donnell ... Don Morton
- Alan Baldwin ... Tommy Heath
- John Ellis ... Roy Heath
- Arthur Q. Bryan ... Joe McGinty
- Hal Price ... Chief Wilkins
- John Davidson ... Prof. Raines
- Billy Griffith ... Juiz
- Wally Rairdon ... Walter King